# Савицкий, Пётр Николаевич
Пётр Никола́евич Сави́цкий (псевдонимы: П. В. Логовиков, С. Лубенский, П. Востоков; 3 мая (15 мая) 1895, Чернигов — 13 апреля 1968, Прага) — русский географ, экономист, геополитик, культуролог, философ, поэт, общественный деятель, один из главных теоретиков евразийства.

## Биография
Принадлежал к малороссийскому дворянскому роду, известному с XVII века. Сын черниговского помещика, земского деятеля, предводителя дворянства Кролевецкого уезда Черниговской губернии, члена Государственного совета Российской империи (с 1906 года) действительного статского советника Николая Петровича Савицкого.
Детство и отрочество провёл в Чернигове, где ещё будучи гимназистом занялся научной работой.
Учился на экономическом факультете Петроградского политехнического института имени Петра Великого, где продолжил занятия наукой под руководством Петра Струве. Ещё в годы учёбы примкнул к возглавляемому П. Б. Струве правому крылу кадетской партии.
Вскоре стал наряду с Н. В. Устряловым одним из теоретиков русского национал-либерализма младшего поколения. Публиковался в журналах П. Б. Струве «Великая Россия», «Русская мысль». В 1916—1917 годах работал в русском посольстве в Норвегии. Вернулся в Россию непосредственно перед Октябрьским вооруженным переворотом, после которого уехал на Украину, воевал на стороне гетмана Скоропадского с войсками С. Петлюры. В 1919 году примкнул к добровольческому движению юга России («деникинцам»), был заместителем («товарищем») министра иностранных дел в правительствах Деникина и Врангеля.

## Эмиграция
В 1920 году с остатками врангелевской армии эмигрировал в Константинополь, где совместно с П. Б. Струве возобновил выпуск журнала «Русская мысль».
Под влиянием книги Н. С. Трубецкого «Европа и человечество» (София, 1920) отошёл от концепции европоцентризма, которая лежала в основании национал-либерализма П. Б. Струве, что привело к идейному конфликту со Струве. Дополнив идеи Н. С. Трубецкого пониманием России как «срединного материка» между Европой и Азией — Евразии, которые вызрели у него в годы гражданской войны, стал одним из основателей евразийства. Также был близок к идеям правого национал-большевизма, сформулированным Н. В. Устряловым в сборнике «В борьбе за Россию» (Харбин, 1920).
В 1920 году переезжает в Болгарию, где в Софии участвует в работе евразийского семинара и в выпуске первого евразийского сборника «Исход к Востоку. Предчувствия и свершения. Утверждение евразийцев. Книга 1» (София, 1921). В конце 1921 году переезжает в Чехословакию, где благодаря «русской акции» президента Т. Масарика становится приват-доцентом русского юридического факультета в Праге. Преподавал географию и экономику в Русском народном университете, Русском институте сельскохозяйственной кооперации, Русском свободном университете. В 1930-х годах преподавал в Пражском немецком университете русский и украинский языки и россиеведение (где в числе его учеников оказался будущий гауляйтер Праги, который в годы оккупации спасет Савицкого от нацистского концлагеря). В 1940-х был директором русской гимназии в Праге.
В 1920-е годы надеялся на скорое падение большевиков, вместе с другими евразийцами готовился к возвращению в Россию и к политической борьбе с западниками, пытался вести пропаганду евразийских идей в СССР. Как и остальные лидеры евразийства стал жертвой мистификации ОГПУ под названием "операция «Трест»", поверив в существование в СССР законспирированного антибольшевистского подполья с евразийским отделение в нём. По линии «Треста» в 1927 году тайно посещал СССР, не сумев распознать под личиной «советских евразийцев» работников ОГПУ. Будучи в СССР, встречался с местоблюстителем Патриаршего престола митрополитом Петром (будущим священномучеником), который благословил П. Н. Савицкого и в его лице православных евразийцев на борьбу за воссоздание национальной России. Разоблачение «Треста» нанесло непоправимый удар по евразийству, которое с этого времени как политическое движение пошло на спад.
В 1930-е годы работал над созданием структуральной географии, применяя к евразийству структуральный метод, созданный лингвистами Н. С. Трубецким и Р. О. Якобсоном. Один из создателей Евразийской партии в эмиграции (1932), один из создателей эмигрантского оборонческого движения (РЭОД), которое много сделало для борьбы с нацизмом в оккупированных гитлеровцами странах Европы. Савицкий сам в годы второй мировой войны занимался антинацистской пропагандой, выступал против набора русских эмигрантов во власовскую армию, за что подвергался преследованиям со стороны гестапо.
В 1945 году после занятия Праги Советской армией был арестован органами СМЕРШ как бывший участник белого движения (несмотря на патриотическую позицию в годы оккупации), самолетом переправлен в Москву, где был осужден на 8 лет лагерей за контрреволюционную деятельность. Отбывал наказание в Дубровлаге (Мордовия). В 1954 году был переведен в Подмосковье, в 1956 — освобожден и реабилитирован. От предложения остаться в Москве отказался и вернулся в Чехословакию.
В социалистической Чехословакии зарабатывал на жизнь переводами. До конца жизни остался верен идеям евразийства, продолжал разрабатывать научные концепции евразийства, в 1950-х годах вступил в переписку с Л. Н. Гумилёвым, поощряя его занятия историей кочевых народов и передав ему «эстафету» некоторых евразийских концепций.
В 1960 выпустил на Западе под псевдонимом П. Востоков сборник стихов, описывающий его пребывание в сталинских лагерях, за что в 1961 был арестован органами госбезопасности ЧССР, но выпущен под давлением мировой общественности (прежде всего под влиянием обращения британского философа Бертрана Рассела). Умер во время событий «Пражской весны».
Отец пражского историка Ивана Петровича Савицкого (1937-2010).
Дядя российского климатолога и гляциолога Александра Николаевича Кренке (1931−2014).

## Теоретик евразийства
С самого зарождения евразийского движения — один из главных его теоретиков и политических лидеров.
Создал базовые для евразийства теории месторазвития, хозяйстводержавия, циклов экономической истории, циклов евразийской истории. Был создателем новой науки — кочевниковедения, создателем евразийской версии русской геополитики, внес вклад в географию, экономику, политологию, литературоведение, искусствоведение, историю и т. д.
Участник всех евразийских изданий, участник руководящих органов евразийского движения (Совет Трех, Совет Пяти, Совет Семи), активный пропагандист идей евразийства в русской эмигрантской и в зарубежной печати, борец с левым уклоном в евразийстве («Кламарский уклон»)
Среди трудов Савицкого есть работы о старинной архитектуре Украины, развитии сельского хозяйства в России и по многим другим вопросам. Однако центральное место в его творческом наследии занимает изучение культурной и геополитической специфики России в её прошлом и настоящем.
П.Н. Савицкий создал учение о Евразии - особом "культурно-географическом мире" ("месторазвитии"), по границам примерно совпадающим  с территорией СССР до 1939 г. Он описал специфику "мира Евразии", которая выражалась во ""флагопоподобном строении", чередовании горизонтальных зон тундры, леса, степи, пустыни. Этот мир "менее всего пригоден для сепаратизмов". Населяющие лес славяне и степь туранцы стремятся к взаимодействию. Периодически в нем возникали большие государства - империи (гуннов, скифов, монгол, с XVI в. русских). 
Особый интерес вызывало у Савицкого взаимодействие русского этноса с монгольским, от которого русские, по мнению Савицкого, унаследовали «чувство континента».
Татаро-монгольское иго Савицкий считал наилучшим исходом для древней Руси, которая, по его мнению, была нестабильна и должна была пройти через подчинение какой-либо внешней силе.